# Paper Spiders
Paper Spiders è un film del 2020 diretto da Inon Shampanier.

## Produzione
Le riprese principali si sono svolte nel maggio 2019 a Syracuse, New York.

## Promozione
Il trailer è stato pubblicato il 10 marzo 2021.

## Distribuzione
Il film, presentato in anteprima nel 2020 al Boston Film Festival, è stato distribuito in alcune sale cinematografiche statunitensi e sulle piattaforme di streaming il 7 maggio 2021.